# Villemo Linngård Oksanen
Villemo Linngård Oksanen, född 1977, är en svensk författare av barnböcker och översättare. God natt, Ers Majestät är Villemos författardebut.  